# Den russiske befrielseshær
Den russiske Befrielseshær (russisk: Русская освободительная армия, tr. Russkaja osvoboditelnaja armija, forkortet med kyrillisk skrift som РОА, på latinsk skrift som ROA, også kendt som Vlasovs hær) var en gruppe af overvejende russiske styrker, der kæmpede under tysk kommando under Anden Verdenskrig. Hæren blev ledet af Andrej Vlasov, en afhoppergeneral fra den Røde Hær, og medlemmer af hæren bliver ofte omtalt som Vlasovtsy (russisk: Власовцы). I 1944 blev styrken kendt som Komiteen til befrielsen af folkene i Ruslands væbnede styrker (russisk: Вооружённые силы Комитета освобождения народов России, ВС КОНР, latiniseret VS-KONR).
Andrej Vlasov prøvede at forene russerne imod kommunismen og den sovjetiske leder Joseph Stalin med det mål at kæmpe på Nazitysklands side for at befri Rusland. De frivillige var hovedsageligt sovjetiske krigsfanger, men indbefattede også russiske emigranter (hvoraf nogle var veteraner fra den antikommunistiske hvide hær fra Den Russiske Borgerkrig). Den 14. november 1944 blev hæren officielt omdøbt til de væbnede styrker i Udvalget for befrielsen af folkene i Rusland, med KONR som hærens politiske organ. Den 28. januar 1945 blev det officielt erklæret, at de russiske divisioner ikke længere var en del af den tyske hær, men ville direkte være under ledelse af KONR.

## Distinktioner 1942-1945
|  | Generaler | Generaler       | Generaler    | Stabsofficerer | Stabsofficerer | Stabsofficerer | Overofficerer | Overofficerer | Overofficerer  | Underofficerer | Underofficerer | Menige    | Menige |
|  | --------- | --------------- | ------------ | -------------- | -------------- | -------------- | ------------- | ------------- | -------------- | -------------- | -------------- | --------- | ------ |
|  |           |                 |              |                |                |                |               |               |                |                |                |           |        |
|  |           |                 |              |                |                |                |               |               |                |                |                |           |        |
|  | General   | Generalløjtnant | Generalmajor | Oberst         | Oberstløjtnant | Major          | Kaptajn       | Løjtnant      | Sekondløjtnant | Feltvebel      | Underofficer   | Gefreiter | Soldat |

Kilde:

## Ekstern henvisning
- History of the Russian Liberation Movement Arkiveret 3. august 2009 hos  Wayback Machine